# Dumarkunda
Dumarkunda è una suddivisione dell'India, classificata come census town, di 10.980 abitanti, situata nel distretto di Dhanbad, nello stato federato del Jharkhand. In base al numero di abitanti la città rientra nella classe IV (da 10.000 a 19.999 persone).

## Geografia fisica
La città è situata a 23° 43' 04 N e 86° 47' 17 E.

## Società

### Evoluzione demografica
Al censimento del 2001 la popolazione di Dumarkunda assommava a 10.980 persone, delle quali 5.823 maschi e 5.157 femmine. I bambini di età inferiore o uguale ai sei anni assommavano a 1.636, dei quali 841 maschi e 795 femmine. Infine, coloro che erano in grado di saper almeno leggere e scrivere erano 5.696, dei quali 3.685 maschi e 2.011 femmine.